# Aedes aitkeni
Aedes aitkeni är en tvåvingeart som beskrevs av Schick 1970. Aedes aitkeni ingår i släktet Aedes och familjen stickmyggor.
Artens utbredningsområde är Costa Rica. Inga underarter finns listade i Catalogue of Life.